# Hey Hey What Can I Do
"Hey Hey What Can I Do" é uma canção da banda britânica de rock Led Zeppelin. Lançada em 5 de novembro de 1970 como bônus no single "Immigrant Song". Em 2007, o Led Zeppelin lançou a faixa on-line juntamente com o resto do seu catálogo, como faixa bônus no Led Zeppelin III.